# Moszczanycia (przystanek kolejowy)
Moszczanycia (ukr. Мощаниця) – przystanek kolejowy w miejscowości Moszczanycia, w rejonie korosteńskim, w obwodzie żytomierskim, na Ukrainie. Położony jest na linii Białokurowicze – Owrucz.